# Oliena
Oliena (sardiska Ulìana) är en stad och kommun i provinsen Nuoro i regionen Sardinien i Italien och hade 7 018 invånare (2017).. Oliena gränsar till kommunerna Dorgali, Nuoro och Orgosolo.
Oliena är födelseplatsen för fotbollsspelaren Gianfranco Zola.

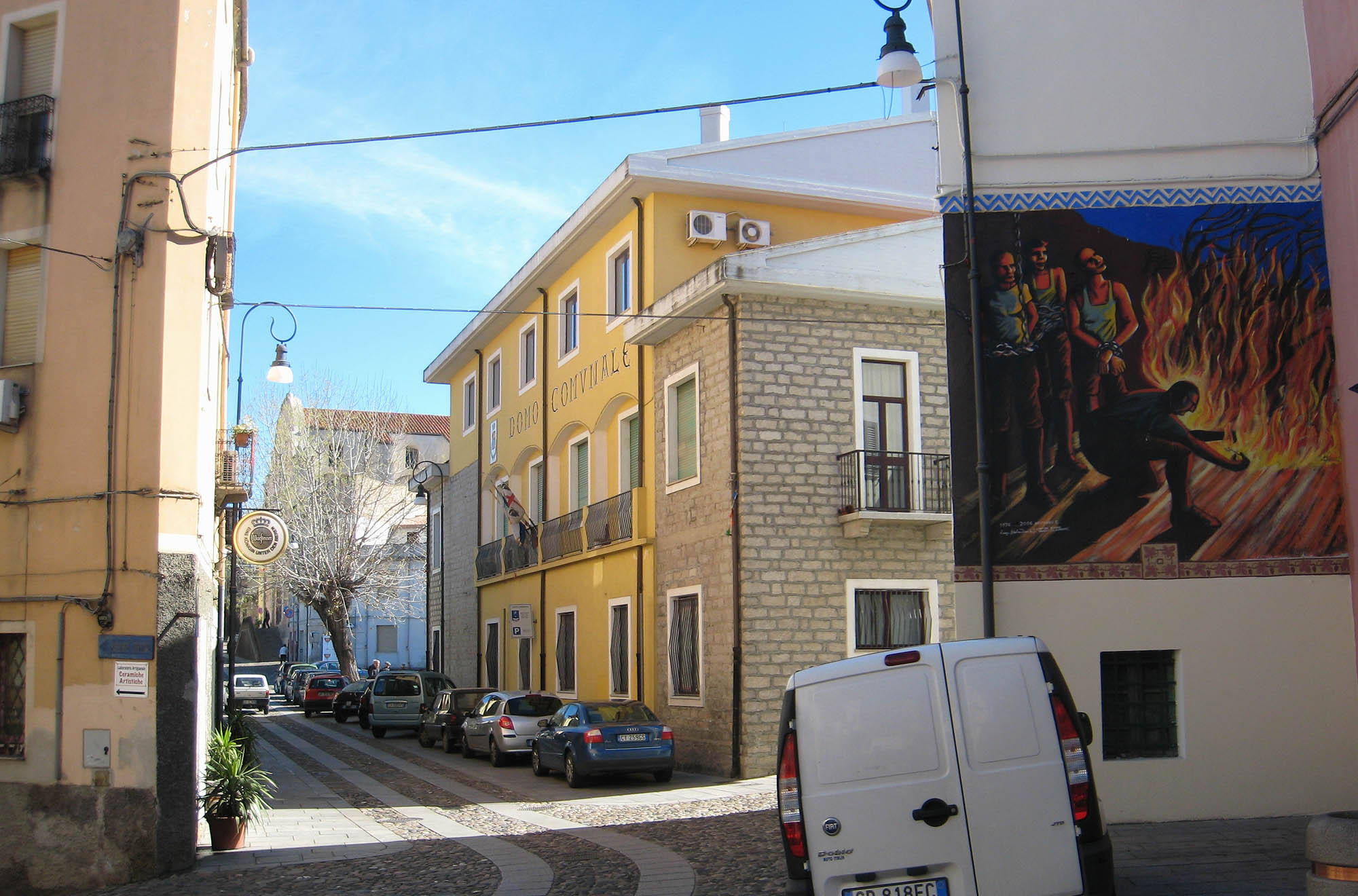
Domo Comunale i Oliena
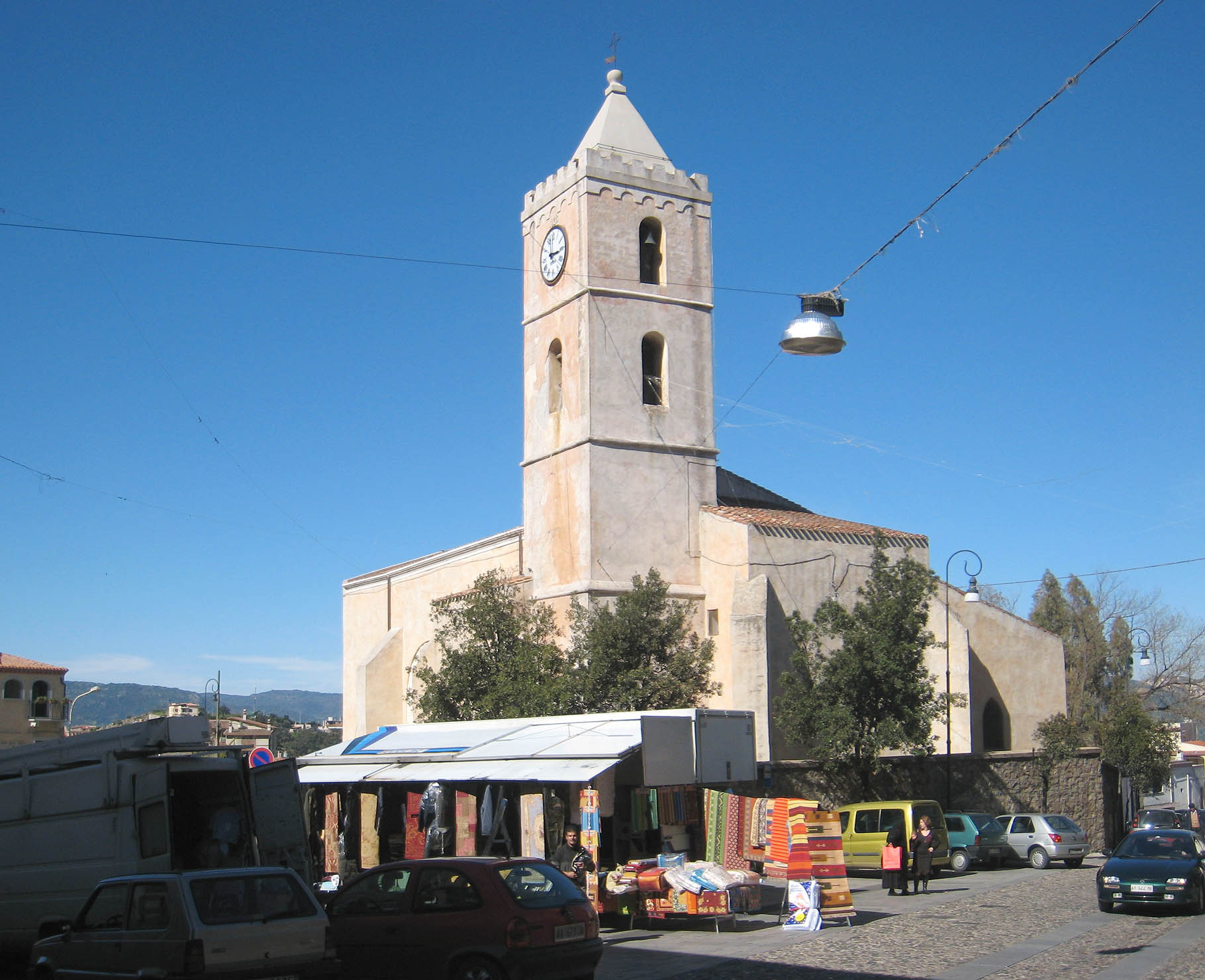
Santa Maria i centrala Oliena